# Limnophora breviventris
Limnophora breviventris este o specie de muște din genul Limnophora, familia Muscidae, descrisă de Stein în anul 1915.
Este endemică în Taiwan. Conform Catalogue of Life specia Limnophora breviventris nu are subspecii cunoscute.